# Liga dos Campeões da EHF de 2011–12
A Liga dos Campeões da EHF de 2011–12 foi a 52º edição do principal torneio de clubes de handebol europeu, e o 19º edição do formato Liga dos Campeões da Europa de Handebol Masculino. Os alemães do THW Kiel  conquistaram o torneio pela terceira vez.